# Översättningsminne
Översättningsminnen är programvara som lagrar tidigare översättningar av texter i en databas. När programmet sedan används för nästa översättning visas översättningsförslag om en mening i texten reda finns i minnet. Även om meningen inte är exakt lika (fuzzy matches) kan den tidigare översättningen visas och översättaren ges tillfälle att göra korrigeringar.
Minnena baseras ofta på segment av en längd motsvarande en mening. Detta är ofta ett problem, eftersom en mening inte är en fristående enhet i språket. Man kan förstås skapa verktyg som kräver längre enheter, men det är svårt att göra denna avvägning på ett sätt som gör resultatet användbart.
En ledande produkt på området är Trados Workbench, numera ägt av översättningsföretaget SDL International, som både erbjuder programvara och egna översättningstjänster. Detsamma gör STAR Group med sitt verktyg STAR Transit. Ett annat exempel är Logoport från Lionbridge, som däremot inte kan användas i projekt utanför Lionbridge.